# St Martins New Romney
St Martins New Romney var en civil parish från 1894 till 1934 då den blev en del av Old Romney och St Mary in the Marsh, i grevskapet Kent, i England. Civil parish var belägen 17 km från Ashford och hade 44 invånare år 1931.